# Дружный (Доволенский район)
Дру́жный — посёлок в Доволенском районе Новосибирской области России. Входит в состав Ильинского сельсовета.

## География
Площадь посёлка — 75 гектаров

## История
В 1966 году указом Президиума Верховного Совета РСФСР посёлок фермы № 3 Ильинского совхоза переименован в Дружный.

## Население
| 2002 | 2007 | 2010 |
| ---- | ---- | ---- |
| 230  | ↘221 | ↘193 |

## Инфраструктура
В посёлке по данным на 2007 год функционируют 1 учреждение здравоохранения и 1 образовательное учреждение.